# یواس‌اس اسکوت (ای‌ام-۲۹۶)
یواس‌اس اسکوت (ای‌ام-۲۹۶) (به انگلیسی: USS Scout (AM-296)) یک کشتی بود که طول آن ۱۸۴ فوت ۶ اینچ (۵۶٫۲۴ متر) بود. این کشتی در سال ۱۹۴۳ ساخته شد.